# 兵工廠站 (基輔地鐵)
兵工廠站（烏克蘭語：Арсенальна，羅馬化：Arsenalna，發音：[ɐrseˈnɑlʲnɐ] ⓘ）是烏克蘭基輔地鐵的一個車站。由於地質的原因，兵工廠站的深度達105.5米，曾经是世界上最深的地鐵站。